# اوک جا یون
اوک جا-یون (کره‌ای: 옥자연؛ زادهٔ ۱۹ دسامبر ۱۹۸۸) بازیگر تئاتر، فیلم و تلویزیون اهل کره جنوبی است.

## فیلم‌شناسی

### فیلم
| سال  | عنوان                  | نقش              | توضیحات      | منابع |
| ---- | ---------------------- | ---------------- | ------------ | ----- |
| ۲۰۱۶ | عصر سایه‌ها             | همسر لی جونگ-چول |              |       |
| ۲۰۱۷ | چون عاشقتم             | نگهبان مدرسه     | حضور افتخاری |       |
| ۲۰۱۸ | سوزاندن                | جا-یون           | نقش مکمل     |       |
| ۲۰۱۸ | ایلانگ: تشکیلات گرگ    | ایلانگ           | بیت پارت     |       |
| ۲۰۱۸ | نبرد بزرگ              | همسر سرباز       | بیت پارت     |       |
| ۲۰۱۹ | خانم‌های پلیس           |                  | بیت پارت     |       |
| ۲۰۱۹ | The Beast              | همسر جونگ-چان    | نقش مکمل     |       |
| ۲۰۱۹ | The Snob               | تاک سو-یونگ      | نقش اصلی     | [ ۱ ] |
| ۲۰۱۹ | ریزش خاکستر            | مین              | نقش مکمل     | [ ۲ ] |
| ۲۰۲۱ | The Very Rose          | یون جونگ         | نقش اصلی     |       |
| ۲۰۲۱ | The Archeology of Love |                  | نقش اصلی     | [ ۳ ] |
| ۲۰۲۱ | نجات گربه              | یونگ-وو          | نقش اصلی     |       |
| ۲۰۲۱ | تصویر روح              |                  | نقش اصلی     | [ ۴ ] |
| ۲۰۲۱ | روی خط                 | معبد اطلاعات #۱  | حضور افتخاری | [ ۵ ] |

### مجموعه‌های تلویزیونی
| سال  | عنوان                | نقش                       | توضیحات                | منابع  |
| ---- | -------------------- | ------------------------- | ---------------------- | ------ |
| ۲۰۱۷ | دو پلیس              | جین سو-آه                 | نقش مکمل               |        |
| ۲۰۱۷ | بدگایز               | یانگ پیل-سون              | نقش مکمل               | [ ۶ ]  |
| ۲۰۱۸ | تابه عشق             | لی جی-کیونگ               | نقش مکمل               | [ ۷ ]  |
| ۲۰۱۹ | رویاهای متفاوت       | اوه کوانگ-شیم             | نقش مکمل               | [ ۸ ]  |
| ۲۰۲۰ | در خاطرت مرا پیدا کن | خانم کانگ                 | حضور افتخاری (قسمت ۳۰) |        |
| ۲۰۲۰ | شکارچیان شگفت‌انگیز   | بک هیانگ-هی               | نقش مکمل               | [ ۹ ]  |
| ۲۰۲۱ | مال من               | کانگ جا-کیونگ / لی هه-جین | نقش اصلی               | [ ۱۰ ] |
| ۲۰۲۱ | نقاب                 | لین وی                    | نقش مکمل               |        |
| ۲۰۲۲ | دهن لق               | هیون جو-هی                | نقش مکمل               | [ ۱۱ ] |
| ۲۰۲۲ | زیر چتر ملکه         | همسر سلطنتی گی‌این هوانگ   | نقش مکمل               | [ ۱۲ ] |

### برنامه‌های تلویزیونی
| سال  | عنوان                                      | نقش               | توضیحات | منابع  |
| ---- | ------------------------------------------ | ----------------- | ------- | ------ |
| ۲۰۲۲ | سیسترز ران - Witch Fitness Basketball Club | عضو گروه بازیگران |         | [ ۱۳ ] |